# Mussaendopsis
Mussaendopsis es un género con tres especies de plantas fanerógamas perteneciente a la familia de las rubiáceas.
Es nativa de Malasia.

## Especies
- Mussaendopsis beccariana Baill. (1879).
- Mussaendopsis celebica Bremek. (1939).
- Mussaendopsis malayana T.Yamaz. (2001).